# Estación de Ramón y Cajal (Metro de Sevilla)
Ramón y Cajal será una de las estaciones de la línea 4 del metro de Sevilla ubicada bajo la Ronda del Tamarguillo.
El anteproyecto de la línea 4 menciona que Ramón y Cajal estará situada en la confluencia la avenida del mismo nombre con la Ronda del Tamarguillo, exponiendo el informe oficial que se trata de un entorno similar al de la estación anterior de Ronda del Tamarguillo y que por tanto, su implantación en la zona debe cumplir los mismos objetivos. 
Según el documento presentado por la Consejería de Obras Públicas, se accedería al vestíbulo a través de dos bocas de acceso que contarían con escaleras mecánicas y un ascensor. Los andenes de 66 metros de longitud se situarían a una cota de unos 14 metros bajo el nivel de calle, formando parte del grupo de 13 estaciones de la línea 4 construidas a una profundidad media-baja, al corresponderse su situación a un trazado de túnel realizado mediante muros pantalla.

## Accesos
- Ascensor Av. Ronda del Tamarguillo, números pares (Esquina Av. de Ramón y Cajal)
- Ronda del Tamarguillo Av. Ronda del Tamarguillo, números pares (Esquina Av. de Ramón y Cajal)
- Ronda del Tamarguillo Av. Ronda del Tamarguillo, impares (Esquina C/ Afán de Ribera)
- Av. Ronda del Tamarguillo, números pares. (Esquina C/ Francisco Buendía)

## Líneas y correspondencias
| << cabecera | < estación         | Línea | estación >       | cabecera >> |
| ----------- | ------------------ | ----- | ---------------- | ----------- |
| Circular    | R. del Tamarguillo |       | Clemente Hidalgo | Circular    |

### Otras conexiones
- Paradas de autobuses urbanos.
- Aparcamiento para bicicletas y carril bici.